# Alcochete

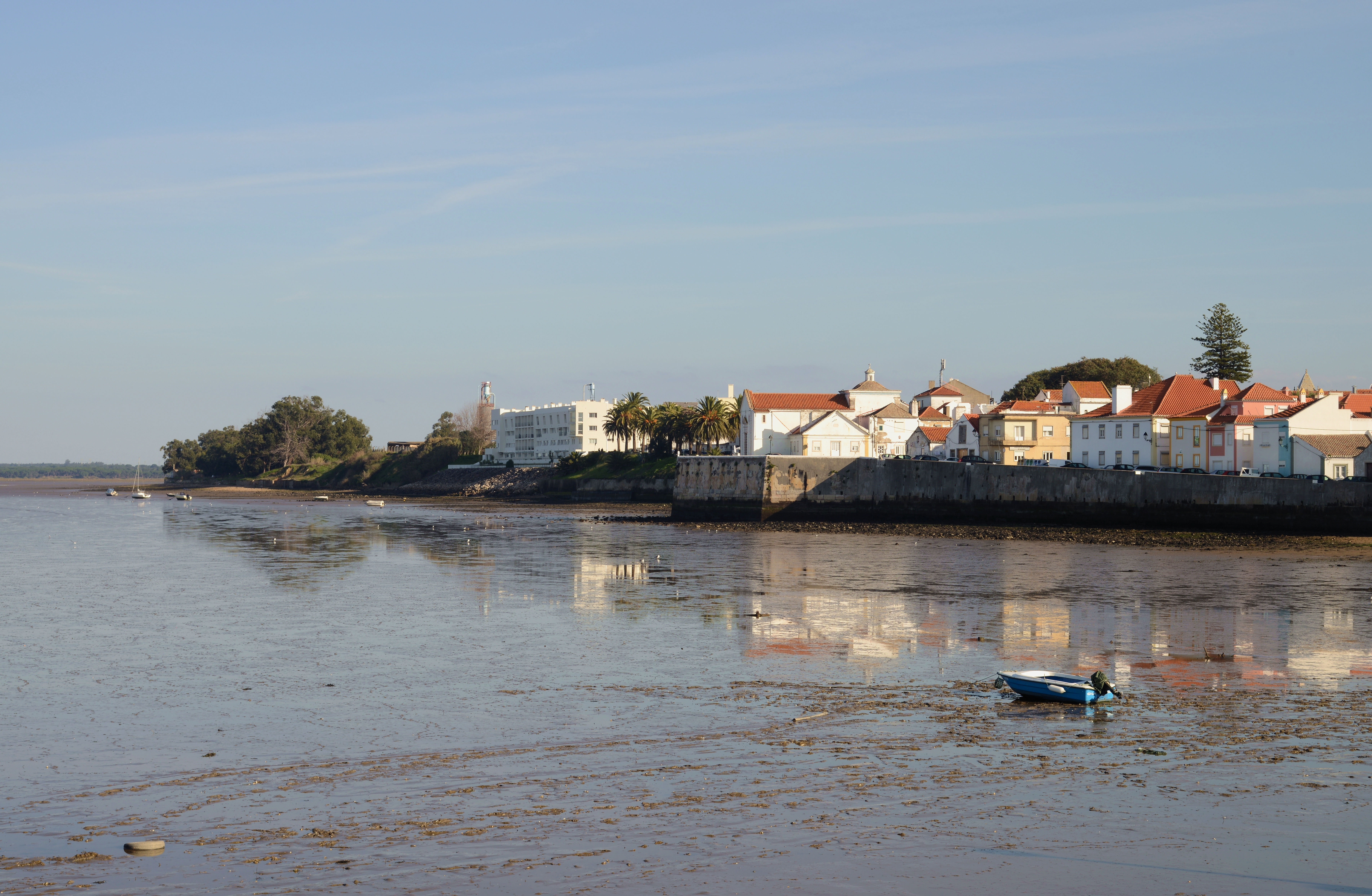

Alcochete est une municipalité (en portugais : concelho ou município) du Portugal, située dans le district de Setúbal et la région de Lisbonne.

## Géographie
Alcochete est limitrophe :
- au nord, de Benavente,
- à l'est, de Palmela,
- au sud-ouest, de Montijo,
- au nord-ouest, d'une petite façade sur l'estuaire du Tage.

## Histoire
Pendant la période romaine, des poteries étaient produites sur le site d’Alcochete.
Alcochete était un lieu de villégiature pour la cour royale portugaise.
Le roi Manuel Ier est né à Alcochete.

## Démographie
| 1864  | 1878  | 1890  | 1900  | 1911  | 1920  | 1930  | 1940  | 1950  |
| ----- | ----- | ----- | ----- | ----- | ----- | ----- | ----- | ----- |
| 4 286 | 4 517 | 4 997 | 6 088 | 6 502 | 6 175 | 6 656 | 6 658 | 7 864 |

| 1960  | 1970   | 1981   | 1991   | 2001   | 2004   | 2011   | 2021   | - |
| ----- | ------ | ------ | ------ | ------ | ------ | ------ | ------ | - |
| 9 270 | 10 410 | 11 246 | 10 169 | 13 010 | 14 966 | 17 569 | 19 143 | - |

## Divers
Le jour férié de la commune est le 24 juin.
Alcochete est connue pour ses combats de taureaux et sa proximité au plus long pont d’Europe, le pont Vasco de Gama.
Le centre d'entrainement et l'école de formation du Sporting Portugal se trouve à Alcochete.
La ville, et plus particulièrement son ancien champ de tir, a été choisie pour accueillir le nouvel aéroport de la capitale : l'aéroport Luís de Camões.

## Subdivisions
La municipalité d'Alcochete regroupe 3 paroisses (en portugais : freguesias) :
- Alcochete ;
- Samouco ;
- São Francisco.